# Mélyesd
Mélyesd (más néven Vágmélyesd, szlovákul Hlboké nad Váhom) község Szlovákiában, a Zsolnai kerületben, a Nagybiccsei járásban. Alsó- és Felsőmélyesd egyesítésével jött létre.

## Fekvése
Nagybiccsétől 3 km-re keletre, a Vág bal oldalán fekszik.

## Története
1268-ban „Hulbuka” alakban említik először.
Felsőmélyesdet 1347-ben említik először „Holoboka” néven, a Hlobokay és Hrabovszky család birtoka volt. Alsómélyesd a 16. században a mélyesdi határban keletkezett.
A trianoni békéig mindkét település Trencsén vármegye Vágbesztercei járásához tartozott.
Alsó- és Felsőmélyesdet 1960-ban egyesítették, majd 1971-ben Nagybiccséhez csatolták. 1998-ban alakult ismét önálló községgé.

## Népessége
| Év:            | 1994. | 2004. | 2014.   | 2024.   |
| -------------- | ----- | ----- | ------- | ------- |
| Emberek száma: | 0     | 915   | 952     | 953     |
| Eltérés:       |       | –     | +4,04 % | +0,10 % |

| Év:            | 2023. | 2024.   |
| -------------- | ----- | ------- |
| Emberek száma: | 969   | 953     |
| Eltérés:       |       | -1,65 % |

1910-ben Alsómélyesdnek 204, Felsőmélyesdnek 217, túlnyomórészt szlovák lakosa volt.
2001-ben 927 lakosából 922 szlovák volt.
2011-ben 937 lakosából 906 szlovák volt.

## Külső hivatkozások
- Községinfó
- Mélyesd Szlovákia térképén
- Matusovo-Kralovstvo.sk
- E-obce.sk Archiválva 2008. március 27-i dátummal a Wayback Machine-ben